# Kizzuvatna uralkodóinak listája
Kizzuvatna (vagy Kizzuwatna) az ókori Anatólia délkeleti régiója, a klasszikus ókorban Kilikia néven ismert térség. Önálló államisága először a középhettita korból ismert. Az állam jelentős szerepet játszott abban, hogy Mitanni képtelen volt Észak-Szíriától nyugatabbra hatolni, mert fennállása alatt barátságos, szövetségesi viszonyban állt az akkor éppen gyengélkedő Hattival.
| Uralkodó                     | Idő                            | Megjegyzés                                      |
| ---------------------------- | ------------------------------ | ----------------------------------------------- |
| Pelijasz (I. Pillijasz)      | i. e. 17. század               | Peliya                                          |
| Parijavatri                  | Ammunasszal korrelálható       | Pariyawatri                                     |
| Iszpatahszu                  | Telipinusszal korrelálható     | Išpataḫšu                                       |
| Eheja                        | Taharvalijasszal korrelálható  | Eḫeya                                           |
| Paddatisszu                  | II. Hantilisszel korrelálható  | Paddatiššu                                      |
| (II.) Pillijasz              | II. Cidantasszal korrelálható  | Pilliya                                         |
| I. Szunasszura               |                                | Šunaššura                                       |
| Talcu                        | II. Huccijasszal korrelálható  | Talzu                                           |
| II. Szunasszura              | I. Tudhalijasszal korrelálható | Šunaššura                                       |
| közvetlen hettita kormányzás |                                |                                                 |
| Telipinusz                   |                                | A hercegség kormányzója halapi kinevezése előtt |
| Talmi-Szarruma               |                                | A halapi kormányzóság része                     |